# Ian Pooley
Ian Pooley (nacido en 1973 con el nombre de Ian Pinnekamp) es un productor y DJ alemán de música Electrónica. Influenciado en sus samples por varios estilos musicales como el House o el Tech house mezclado con música brasileña.

## Carrera
Después de una larga estadía con la discográfica V2 Music con la que sacó sus exitosos álbumes como Since Then o Meridian, Pooley dejó la discográfica para iniciar con su propia compañía discográfica, Pooled Music.
También participó en varios álbumes como Brazilution 5.3 y Souvenirs los cuales han tenido muy buena audiencia en el género electrónico Brazilero en clubes nocturnos. Ian, ha introducido artistas en varias de sus producciones como Rosanna Tavares, Zélia Fonseca y el veterano músico Marcos Valle.

## Discografía

### Álbumes
- 1993 The Latest Adventures of Kool Killer, como Space Cube
- 1995 Relations, como Ian Pooley
- 1996 The Times, como Ian Pooley
- 1998 Meridian, como Ian Pooley
- 1999 The Allnighter/Calypso, como Ian Pooley
- 2001 Nite:Life 06, como Ian Pooley
- 2000 Since Then, como Ian Pooley
- 2002 The IP Series, como Ian Pooley
- 2004 Souvenirs, como Ian Pooley
- 2008 In Other Words, como Ian Pooley

### Sencillos
Ian Pooley
- 1993 "Limited Edition"
- 1994 "Pulse Code EP", como Ian Pooley & Alec Empire (con Alec Empire)
- 1994 "Roller Skate Disco"
- 1994 "Twin Gods EP"
- 1995 "Twin Gods Vol. 2"
- 1995 "Celtic Cross EP"
- 1995 "Celtic Cross Remixes"
- 1995 "My Anthem"
- 1995 "Today"
- 1996 "Chord Memory"
- 1996 "Two Space Cowboys on a [Bad] Trip to Texas", como Ian Pooley & The Jaguar (con Alec Empire)
- 1996 "What's Your Number"
- 1997 "Calypso EP"
- 1997 "Gimme Sound"
- 1997 "Higgledy Piggedly"
- 1998 "Followed"
- 1998 "Loopduelle"
- 1998 "Rock Da Discoteque EP"
- 1998 "What's Your Number" (relanzamiento)
- 1999 "Coldwait"
- 2000 "900 Degrees"
- 2000 "Coração Tambor" (con Rosanna y Zélia)
- 2000 "The Allnighter EP"
- 2001 "Balmes (A Better Life)" (con Esthero)
- 2002 "Traffic"
- 2002 "The Fly Shuffle"
- 2002 "Niteflite"
- 2002 "Missing You"
- 2002 "Ready to Flow"
- 2002 "Piha", como Ian Pooley & Magik J (con Magik J)
- 2003 "Here We Go!"
- 2003 "Heke", como Ian Pooley & Magik J (con Magik J)
- 2004 "Searchin'"
- 2004 "Heaven" (con Jade and Danni'elle)
- 2005 "Samo Iluzija"
- 2006 "Higgledy Piggedly 2006"
- 2006 "Celtic Cross 2006"
- 2007 "All Nite"

Ides
- 1994 "Sweet & Sour EP"
- 1996 "Plastered EP"
- 1996 "Elastic EP"
- 1998 "Limer"
- 2005 "Right in the Night EP"

Space Cube
Todas con colaboraciones de DJ Tonka
- 1991 "Space Cube EP"
- 1991 "Sub Audible"
- 1992 "Kool Killer EP"
- 1992 "Kool Killer Vol. 2"
- 1993 "Kool Killer Vol. 3"
- 1993 "Kool Killer Mixes EP"
- 1993 "Unreleased Project EP"
- 1993 "The Latest Adventures of Kool Killer EP"
- 1994 "Dschungelfieber"
- 1994 "Inbound/Outbound"
- 1995 "Kommerz Killer/Big Bam Bam"
- 1997 "Unreleased Space Cube Tracks"

T'N'I
Todas con colaboraciones de DJ Tonka
- 1991 "Low Mass EP"
- 1991 "Trip Men"
- 1991 "Do You Still Care" (con Marie Pullins)
- 1992 "Beam EP"
- 1993 "Depart EP"
- 1993 "Dream Team EP"
- 1993 "I Want To Be Free"
- 1994 "Mad Situation/Be Straight"

Otras alianzas
- 1991 "Emperor/Daylight", como Outrage (con DJ Tonka)
- 1993 "The Modular", como The Modulor
- 1996 "Next to Nowhere", como Ansicht
- 1996 "Skippin' EP", como John Skipper Trax
- 1996 "Roll With It!", como The Low Frequency Band
- 1996 "Ice Fractions 1", como Silvershower
- 1996 "Ice Fractions 2", como Silvershower
- 1997 "Enlite EP", como Bluelite
- 1999 "Enlite Juice", como Bluelite
- 1999 "Valle Valle!", como Pinnchiky"
- 2001 "Viewing a Decade EP", como Quiet Daze
- 2002 "Skippin' EP", como John Skipper Trax (relanzamiento)